# Gaudenzio Ferrari

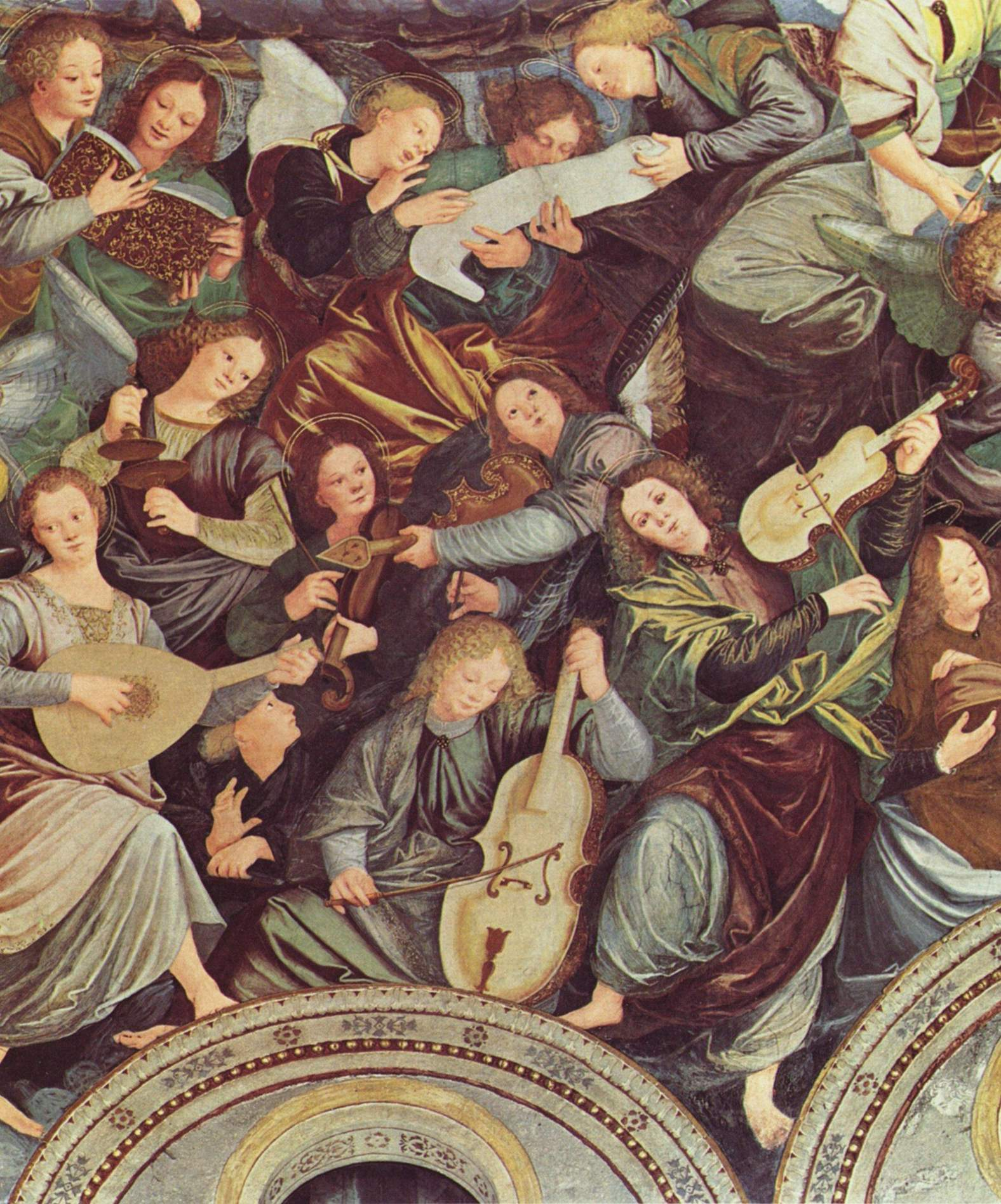
Concert dels Àngels en Santa Maria dei Miracoli, Saronno

Gaudenzio Ferrari (Valduggia, Vercelli, entre 1471 i 1480 - Milà, 1546), anomenat El Milanès va ser un pintor, escultor i arquitecte italià que va treballar en el seu Piemont natal i a la Llombardia, molt influït per Leonardo da Vinci i Bramantino. Va ser un pintor molt prolífic, el treball del qual evoca més aviat el segle xv, que el segle xvi, pel caràcter dels seus temes religiosos, que són sempre patètics. Van ser els seus deixebles, entre d'altres, Andrea Solari, Giovanni Battista Cerva, Giovanni Paolo Lomazzo i Fermo Stella.

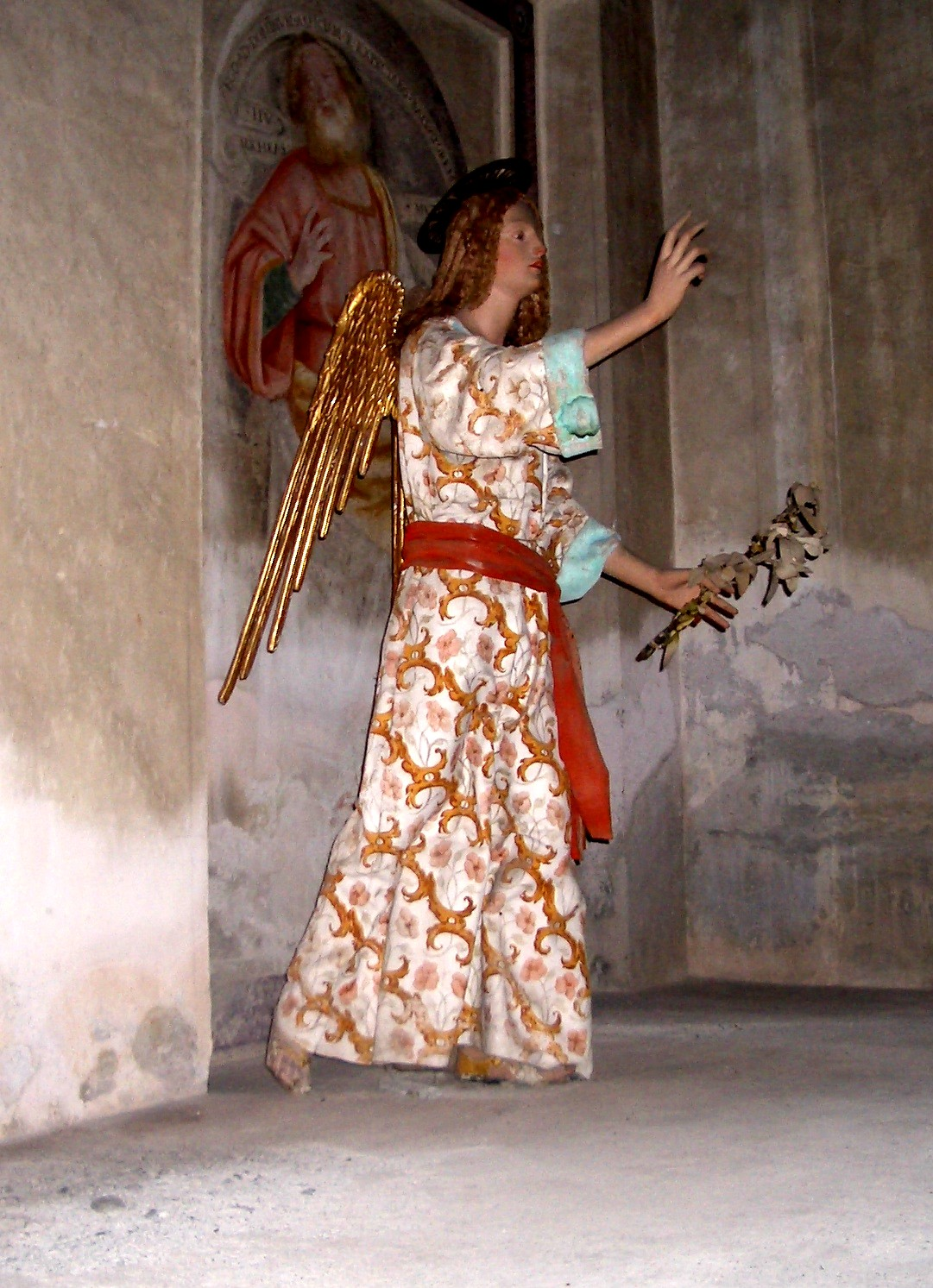
Àngel de l'Anunciació (terracota) a Varallo

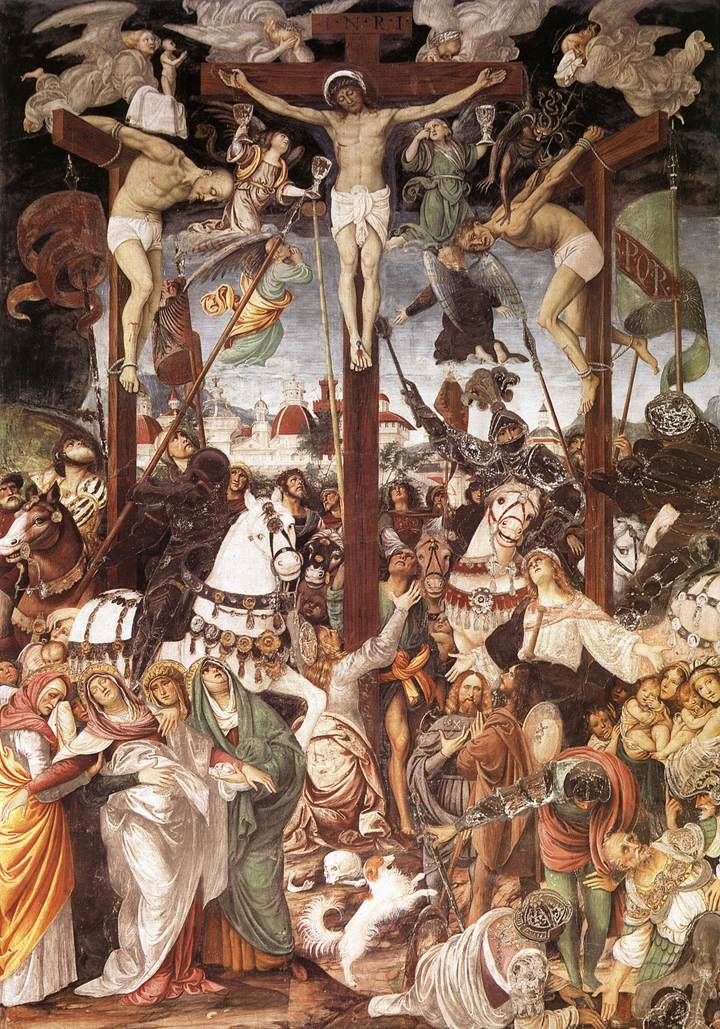
Crucifixió, convent de Santa Maria de la Gracia, Varallo.

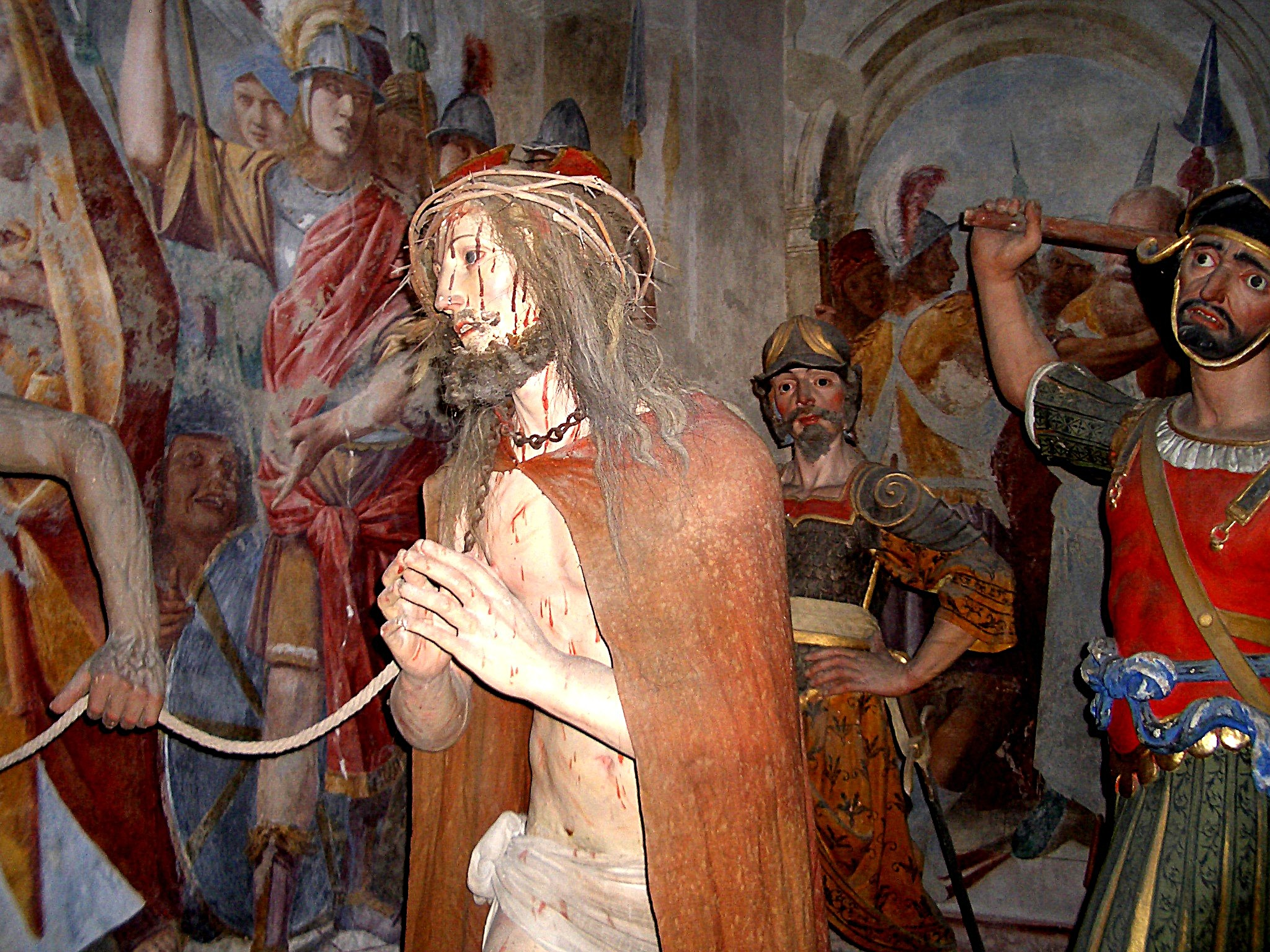
Crist en el Pretori; en fusta, polícromada, 1510, Sacro Monte di Varallo, Capella XXXII

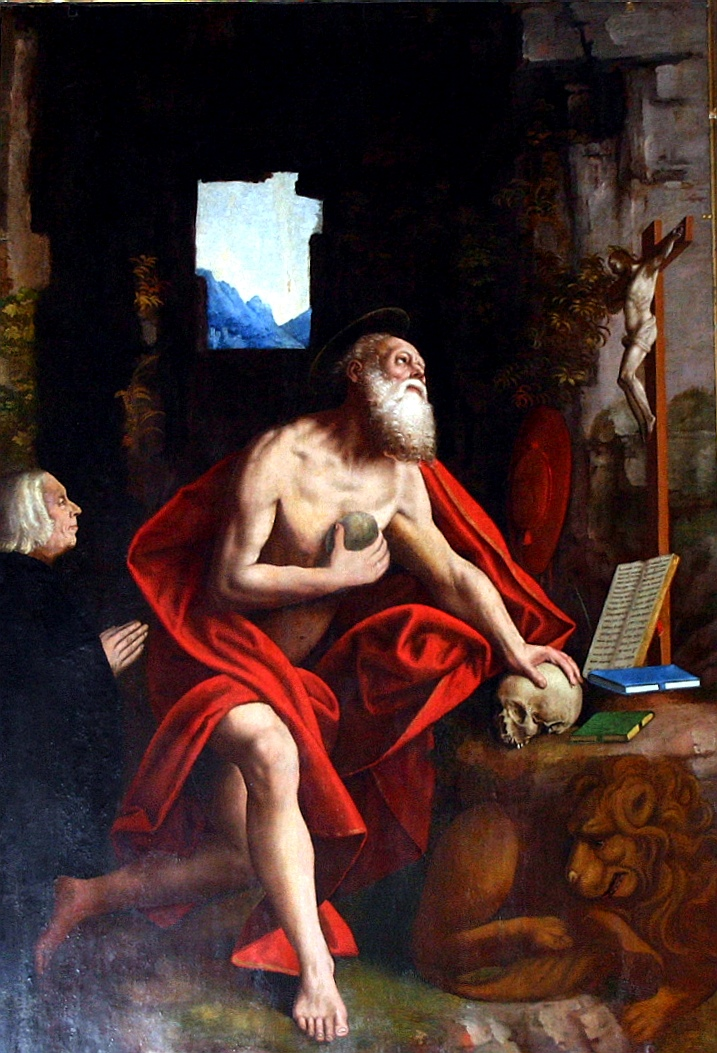
Sant Jerònim

## Obra
Va començar a pintar a Varallo Sesia des de 1507, després va anar a estudiar a Milà, a l'escola de la Catedral, amb Stefano Scotto i també amb Bernardino Luini. Posteriorment va viatjar a Florència, Roma, Úmbria i Arona i va retornar finalment a Varallo.
El 1513, Gaudenzio va pintar la Passió de Crist, un fresc monumental al convent de Santa Maria de la Gracia a Varallo. La Paret Gaudenciana comprèn una Crucifixió central amb 26 quadres complementaris.
Entre 1524 i 1529 va dirigir els treballs a les capelles del Sacro Monte di Varallo, les quals són disperses sota el santuari de la cima i estan comunicades totes elles per un camí en el qual es combinen diorames i estàtues de terracota de mida natural, ell en va dissenyar una part.
Va pintar el Cor dels Àngels de la cúpula de l'església de Santa Maria de los Milagros, a Saronno i els frescs de Santa Ana, barreja de realisme milanès i de colorisme venecià.
- La Vida de Crist (1513), escena de la crucifixió enquadrada en unes altres 26 pintures a l'església Santa María de la Gracia en Varallo Sesia.
- Lamentació de Crist (1527-1529), oli, 118 cm x 92 cm, Museu d'Art Fi, Budapest.
- Polyptyque (1514-1521), fusta, Collegiata di San Gaudenzio, Varallo.
- Santa Ana consolada per una dona (1544-1545), fresc sobre tela, 190 cm x 65 cm, Pinacoteca de Brera, Milà.
- L'Anunciació a Joaquín i Ana (1544-1545), fresc sobre tela, 190 cm x 135 cm, Pinacoteca de Brera, Milà
- Santa Cecilia le donateur i Santa Margarida, 2 olis sobre fusta, 121 cm x 52 i 120 x 49 cm, Museu Pouchkín, Moscou.
- Quadre a l'església Saint-Nicolas-des-Champs de París.
- Seixanta quadres de Gaudenzio Ferrari i de la seva escola a la Pinacoteca de l'Acadèmia de Belles Arts de Torí.

Les galeries del Capítol i de la Ciutat del Vaticà tenen algunes de les seves obres: 
- Una Visió.
- La dona adúltera.
- El pessebre.
- Sant Pau menditando.